# Campana
Pour les articles homonymes, voir Campana (homonymie).
Campana est une commune française située dans la circonscription départementale de la Haute-Corse et le territoire de la collectivité de Corse. Le village appartient à la piève d'Orezza, en Castagniccia.

## Géographie

### Localisation
Campana se situe dans la pieve d'Orezza, en Castagniccia, dans le parc naturel régional de Corse auquel elle a adhéré, dans son « territoire de vie » nommé Castagniccia.
Le territoire de la commune est limitrophe de ceux de quatre communes :

### Géologie et relief
La commune occupe une partie du flanc oriental du massif du San Petrone, au sud-est du mont éponyme. Son territoire s'étale vers l'orient, depuis la ligne de crête à l'occident, axée nord - sud, entre Monte San Petrone et un point situé au sud, à environ 540 m et d'altitude approximative de 1 580 m. Cette ligne de crête la sépare de San-Lorenzo.
Le territoire est composé du vallon de Lavatoghio, qui est séparé du vallon de Mulinaccio au sud, par un éperon rocheux s'articulant à Punta di Favalta sur la chaîne principale du massif du San Petrone.

### Hydrographie
Le ruisseau de Lavatoghjo est le principal cours d'eau communal. Il nait sur les flancs orientaux du Monte San Petrone, à l'ouest de la commune. Au travers des quatre ruisseaux successifs de Tigliola, de San Fiumento, de San Pancrazio et de Polveroso, ses eaux finissent dans le Fium Alto.

### Climat et végétation
Le climat y est plus humide que sur le versant occidental de la chaîne du San Petrone, la couverture forestière y est aussi plus homogène. Autour du sommet du Monte San Petrone, la hêtraie est un élément important dans le paysage de Castagniccia. Elle constitue un vaste manteau forestier et succède directement en altitude, aux châtaigneraies et aux bois de chênes verts.
De Mgr Giustiniani, décrivant la pieve d'Orezza au début du XVIe siècle : « Ce pays est couvert de châtaigniers. Il n'y a pas longtemps que les habitants ont commencé à les greffer pour en améliorer les fruits, ce qui ne se pratique nulle part  ailleurs dans l'île. C'est même une nécessité pour eux, car ils ne vivent guère que du produit de leurs châtaigniers. »

### Voies de communication et transports

#### Accès routiers
Village au cœur de la Castagniccia, Campana est bordé du nord au sud, par une route principale, la D71, qui relie Ponte-Leccia (Morosaglia) sur la RT 20 (ex-RN 193) à Prunete (Cervione) sur la RT 10 (ex-RN 198).
Une jonction de la D 71 avec la route D 46 (accès à Nocario, Verdese, etc.) a lieu au nord de la commune.

#### Transports
Éloigné des métropoles, non desservi par les transports publics de voyageurs hormis les cars de ramassage scolaire, le village de Campana est à une distance de
22 km de Folelli ainsi que de :
- 25 km de la gare de Ponte-Nuovo, qui est la gare la plus proche, et de 26 km de la gare de Ponte-Leccia ;
- 41 km de l'aéroport de Bastia Poretta, aéroport le plus proche ;
- 56 km du port de commerce de Bastia.

## Urbanisme

### Typologie
Au 1er janvier 2024, Campana est catégorisée commune rurale à habitat très dispersé, selon la nouvelle grille communale de densité à sept niveaux définie par l'Insee en 2022.
Elle est située hors unité urbaine. Par ailleurs la commune fait partie de l'aire d'attraction de Bastia, dont elle est une commune de la couronne,. Cette aire, qui regroupe 93 communes, est catégorisée dans les aires de 50 000 à moins de 200 000 habitants,.

### Occupation des sols
L'occupation des sols de la commune, telle qu'elle ressort de la base de données européenne d’occupation biophysique des sols Corine Land Cover (CLC), est marquée par l'importance des forêts et milieux semi-naturels (100 % en 2018), une proportion identique à celle de 1990 (100 %). La répartition détaillée en 2018 est la suivante : 
forêts (53,4 %), espaces ouverts, sans ou avec peu de végétation (45,9 %), milieux à végétation arbustive et/ou herbacée (0,7 %). L'évolution de l’occupation des sols de la commune et de ses infrastructures peut être observée sur les différentes représentations cartographiques du territoire : la carte de Cassini (XVIIIe siècle), la carte d'état-major (1820-1866) et les cartes ou photos aériennes de l'IGN pour la période actuelle (1950 à aujourd'hui).

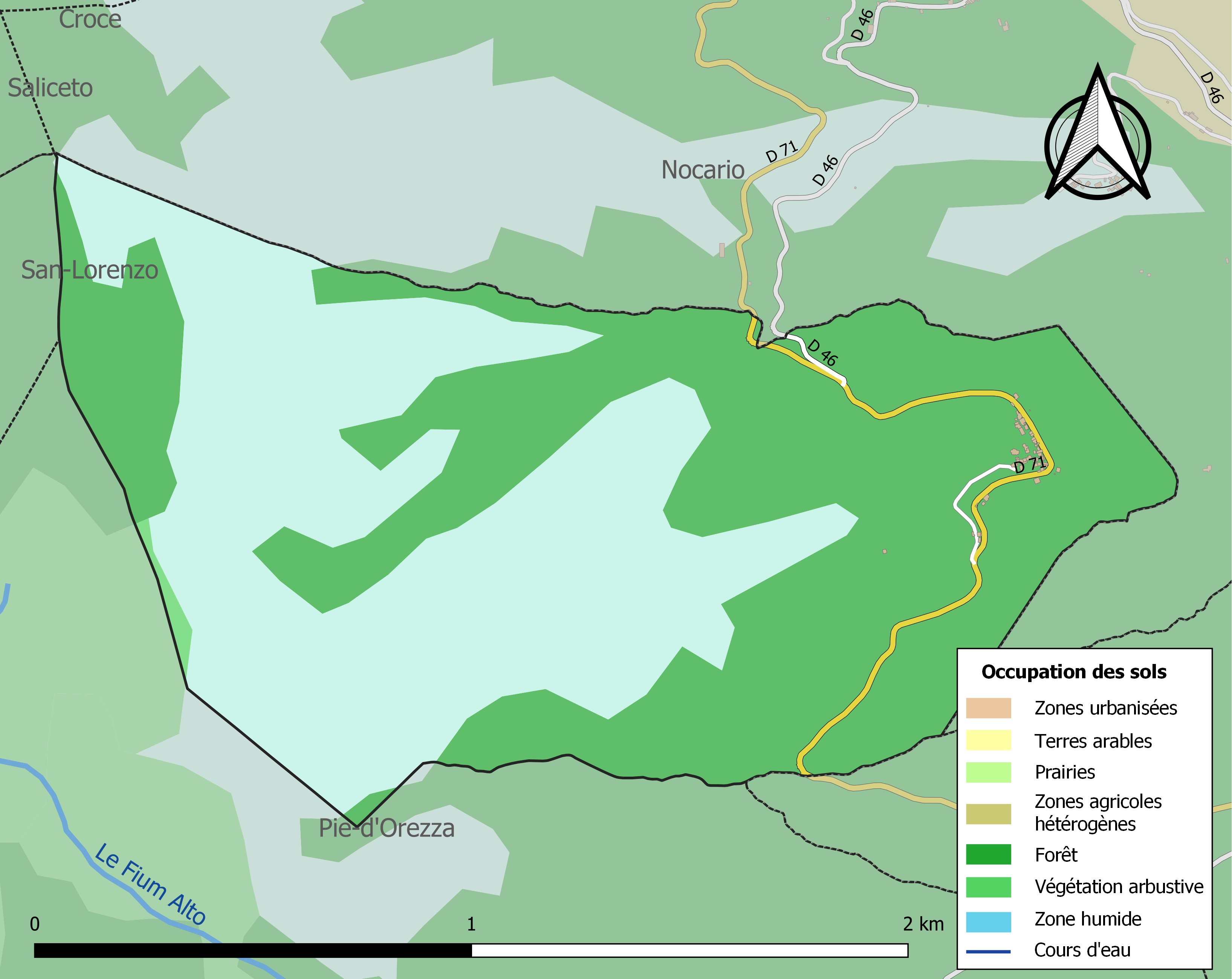
Carte des infrastructures et de l'occupation des sols de la commune en 2018 (CLC).

## Histoire

### Moyen Âge
Entre la seconde moitié du XIIe siècle et le milieu du XIIIe siècle, le système féodal se met en place sur l'île. Les châteaux se multiplient. Ils sont alors regroupés entre les mains d'une quinzaine de familles nobles d'origine locale ou péninsulaire, parfois fragmentées en seigneuries indépendantes, voire rivales : Bagnaia, Amondaschi, Cortinchi, Pinaschi, de Coasini, Loreto de Nebbio, Loreto de Casinca, Orezza, Avogari, Camilla, Turca, Pevere, de Mari (à partir du milieu XIIIe siècle seulement) et les marquis de Massa et de Corse.
En 1210, l'immense seigneurie des Obertenghi est en voie de fragmentation. Corrado de Palodi donne au monastère de la Gorgone ses droits sur les dîmes de Balagne, et en 1221, son frère Opitho de Palodi donne en gage son château de Prunetule situé en limite des pievi de Casinca et d'Ampugnani et plusieurs terres  dans la plaine de Mariana. Au même moment, Guglielmo de Massa, juge de Cagliari, puis son frère Ugo, font don au monastère San Mamiliano de Montecristo de grands domaines situés en Castagniccia, dans les pièves d'Ampugnani et d'Orezza.
Ce repli profite au monastère San Mamiliano de Montecristo et à quelques puissantes familles seigneuriales comme les Loreto - qui reçoivent en gage le castrum de Prunetule - et surtout les Cortinchi qui prennent possession de la plus grande partie de ce territoire au XIIIe siècle. Certaines petites seigneuries, notamment celles des sires d'Orezza, semblent ne pas évoluer, sans doute grâce à des alliances matrimoniales judicieuses.
Après le départ des marquis, les Cortinchi s'y installent et y construisent la fortification de Lumito, dans le courant du XIIIe siècle.

### Temps modernes
Au début du XVIe siècle, la piève d'Orezza qui est très étendue, ne contient pas moins de mille feux répartis en cinquante-huit villages dont les plus connus sont la Campana et Piè d'Albertino, parce que c'est là qu'habitent les chefs de parti de la piève<.
La Campana était un des lieux habités de la pieve d'Orezza qui comptait, vers 1520, environ 5 000 habitants. Tous ces lieux habités étaient : la Campana, la Ponticagia, lo Fossato, le Bulianache, le Celle, lo Poggiolo, Nocario, Acqua Fredola, lo Zuccarello, l’Erbagio, lo Petricagio, le Verallese, Campo Rotundo, Campo Donico, Siliura, lo Pigiale, lo Pè di Oreza, Pozolo, la Casalta, Piano, lo Pèdelaciore, la Fontana, le Duchelagie, lo Satoio, Patrimonio, Pastorechia, Stazone, le Piazole, le Ghilardagie, le Francolachie, lo Pastino, Osto, le Pichiaragie, Casabuona, Marmurio, lo Pogile, Casinegri, lo Gallico, la Casanova, la Penra buona, la Parata, lo Pogio, , lo Pè di Petro, Tramica, le Pogie, Rapagio, Granagiolle, l’Olmo, Carpineto, Posatoio, Brosteco, lo Colle, Carcheto, lo Sorbello, lo Castello, lo Pè di Albertino, le Maistragie.
Au début du XVIIIe siècle, la pieve d'Orezza relevait de la juridiction de Bastia et de son évêché. L'abbé Accinelli auquel Gênes avait demandé d'établir un rapport à des fins militaires, écrivait :
« la pieve d’Orezza, che confina à mezzogiorno con quelle d’Allesani, e di Vallerustie : fà 3826.abitanti con 58.villaggi frà questi i principali sono Tramica, Piazale, Piè della Croce, Rapagio, Grana, Erbaggio, Parata, Querrino, Pastorechia, Fontana, Bustico, Colle, Carpineto, Verdese, Fossetto, Piè d’Opartino, Nocaria, Campodenico, Stazzona, Piè d’Orezza, Carcheto, Castello, Sorbello, Campana, e Casanova ; in questa Pieve evvi un monastero di Frati minori ».

Plus loin, il donne la population des communautés : « Pieve di Orezza : Tramica con 4.ville 299. Piazzale con 2. 275. Piè della Croce 374. Rapagio, e Grana : 156. Erbagio 163. Parata 115. Querrino 110. Pastorecchia 98. Fontana 57. Bustico, e Colle 125. Carpineto con 3.ville 319. Piè d’Opartino 168. Verdese, e Fossato 222. Nocaria 84. Campodenico 85. Stazzona 165. Piè d’Orezza 213. Carcheto, Castello, e Sorbello 441. Campana, e Casanova 163 ».
- 1789 - La Corse fait partie du royaume de France.
- 1790 - Après la Révolution, l’île de Corse ne forme provisoirement qu’un seul département.
- 1793 - La pieve d'Orezza à laquelle Campana est rattachée, devient le canton d'Orezza, dans le district de Corte, dans le département d'El Golo[13].
- 1801 - Campana toujours le canton d'Orezza, bascule dans l'arrondissement de Corte, dans le département d'El Golo.
- 1811 - Les deux départements de l'île sont fusionnés pour le seul département de Corse.
- 1828 - Le canton d'Orezza devient le canton de Piedicroce.

### Époque contemporaine
- 1954 - Le canton de Piedicroce comprend les communes de Brustico, Campana, Carcheto, Carpineto, Monaccia d’Orezza, Nocario, Parata, Piazzole, Piedicroce, Piedipartino, Pied’Orezza, Rapaggio, Stazzona, Valle d’Orezza et Verdese.
- 1973 - Campana se trouve dans le canton d'Orezza-Alesani, chef-lieu Piedicroce.
- 1975 - La Corse est à nouveau divisée en deux départements, Haute-Corse (dont fait partie Campana) et Corse-du-Sud.

## Politique et administration
| Période                                  | Période  | Identité                  | Étiquette | Qualité               |
| ---------------------------------------- | -------- | ------------------------- | --------- | --------------------- |
| ?                                        | 1965     | Antoine Campana           |           |                       |
| 1965                                     | 1996     | François Xavier Colombani | RPR       |                       |
| 1997                                     | 2020     | Marie Josée GRIMALDI      | LR        | Retraitée             |
| 18 mai 2020                              | En cours | Françoise CAMPANA         | SE        | Professeur des Ecoles |
| Les données manquantes sont à compléter. |          |                           |           |                       |

## Démographie
L'évolution du nombre d'habitants est connue à travers les recensements de la population effectués dans la commune depuis 1800. Pour les communes de moins de 10 000 habitants, une enquête de recensement portant sur toute la population est réalisée tous les cinq ans, les populations de référence des années intermédiaires étant quant à elles estimées par interpolation ou extrapolation. Pour la commune, le premier recensement exhaustif entrant dans le cadre du nouveau dispositif a été réalisé en 2008.

En 2022, la commune comptait 22 habitants, en évolution de +22,22 % par rapport à 2016 (Haute-Corse : +5,15 %, France hors Mayotte : +2,11 %).
| 1800 | 1806 | 1821 | 1831 | 1836 | 1841 | 1846 | 1851 | 1856 |
| ---- | ---- | ---- | ---- | ---- | ---- | ---- | ---- | ---- |
| 119  | 215  | 185  | 168  | 172  | 170  | 170  | 187  | 186  |

| 1861 | 1866 | 1872 | 1876 | 1881 | 1886 | 1891 | 1896 | 1901 |
| ---- | ---- | ---- | ---- | ---- | ---- | ---- | ---- | ---- |
| 192  | 198  | 189  | 187  | 203  | 209  | 172  | 168  | 170  |

| 1906 | 1911 | 1921 | 1926 | 1931 | 1936 | 1946 | 1954 | 1962 |
| ---- | ---- | ---- | ---- | ---- | ---- | ---- | ---- | ---- |
| 169  | 138  | 132  | 121  | 123  | 160  | 164  | 115  | 73   |

| 1968 | 1975 | 1982 | 1990 | 1999 | 2006 | 2008 | 2013 | 2018 |
| ---- | ---- | ---- | ---- | ---- | ---- | ---- | ---- | ---- |
| 50   | 33   | 20   | 36   | 24   | 23   | 23   | 18   | 19   |

| 2022 | - | - | - | - | - | - | - | - |
| ---- | - | - | - | - | - | - | - | - |
| 22   | - | - | - | - | - | - | - | - |

## Culture locale et patrimoine

### Coutumes
Campana demeure un village très attaché à certaines traditions ; le 5 août on y fête a Madonna di a neve, Notre-Dame des Neiges, selon une tradition catholique romaine remontant au Ve siècle et le 16 août, saint Roch, saint fêté dans la quasi-totalité des villages de Corse. Le 30 novembre, jour de la Saint-André, patron du village, l'association E campanese è i campanesi organise une pulenda qui réunit les villageois.
Début août a lieu l'ascension au mont San Petrone, montagne « tutélaire » qui s'élève à 1 770 mètres environ, au pied de laquelle est bâti le village ; traditionnellement cette ascension s'effectuait le 29 juin, jour de la fête des apôtres Pierre et Paul ; aujourd'hui, si elle est décalée de plus d'un mois, c'est pour permettre aux villageois résidant sur le continent ou dans les villes de Corse d'être présents.
Très importante pour les gens de Campana, la procession du Jeudi saint, dite de a cena Domine ; un grand nombre de personnes originaires du village s'y rend chaque année, malgré les contraintes liées au travail et à une résidence parfois éloignée ; dans l'église un sépulcre est dressé ; la procession se rend dans les églises de Nocario et de Verdese, on y chante le Perdono, la Santa Madre, le Gesù mio et un chant en français réservé aux femmes, Au sang qu'un Dieu va répandre (voir le site www.radiche.eu).
La veille des fêtes religieuses, sur la place de l'église se tient encore la focara, feu de joie et moment de retrouvailles.
Le jour de l'Ascension (en 2010, le jeudi 13 mai), les villageois se rendent dans les campagnes environnantes pour ramasser l'erba di l'Ascensione (nom scientifique : sedum cepae). L'herbe en question (il s'agit d'un sedum, nom commun à de nombreuses plantes grasses proches de l'orpin), selon la tradition, doit être cueillie avant le lever du soleil, munie de sa racine ; conservée à la maison, suspendue à un mur ou déposée dans une coupe, elle fleurit après avoir redressé ses tiges ; sa floraison est considérée comme de bon augure pour l'année qui suit… L'usage veut que l'on conserve également un œuf pondu du jour ; cet œuf qui ne pourrit pas mais se dessèche, est réputé protéger la maison de la foudre. Il est à noter que l'on attribue le même pouvoir au panuculu di Sa'Roccu, petit pain bénit, distribué après la procession de Saint-Roch, le 16 août.

### Lieux et monuments

#### Patrimoine civil
- À l'entrée du village, se situe un ancien lavoir conservé.
- Monument aux morts

##### Maisons
Su les 46 maisons de l'ensemble du bâti, 22 ont été repérées et 5 étudiées. Ces dernières, toutes en schiste, moellon et enduit, avec couverture en ardoise (teghje), datent du XVIe siècle au XXe siècle. Elles sont reprises à l'Inventaire général du patrimoine culturel.

#### Patrimoine religieux

##### Église paroissialeSaint-André

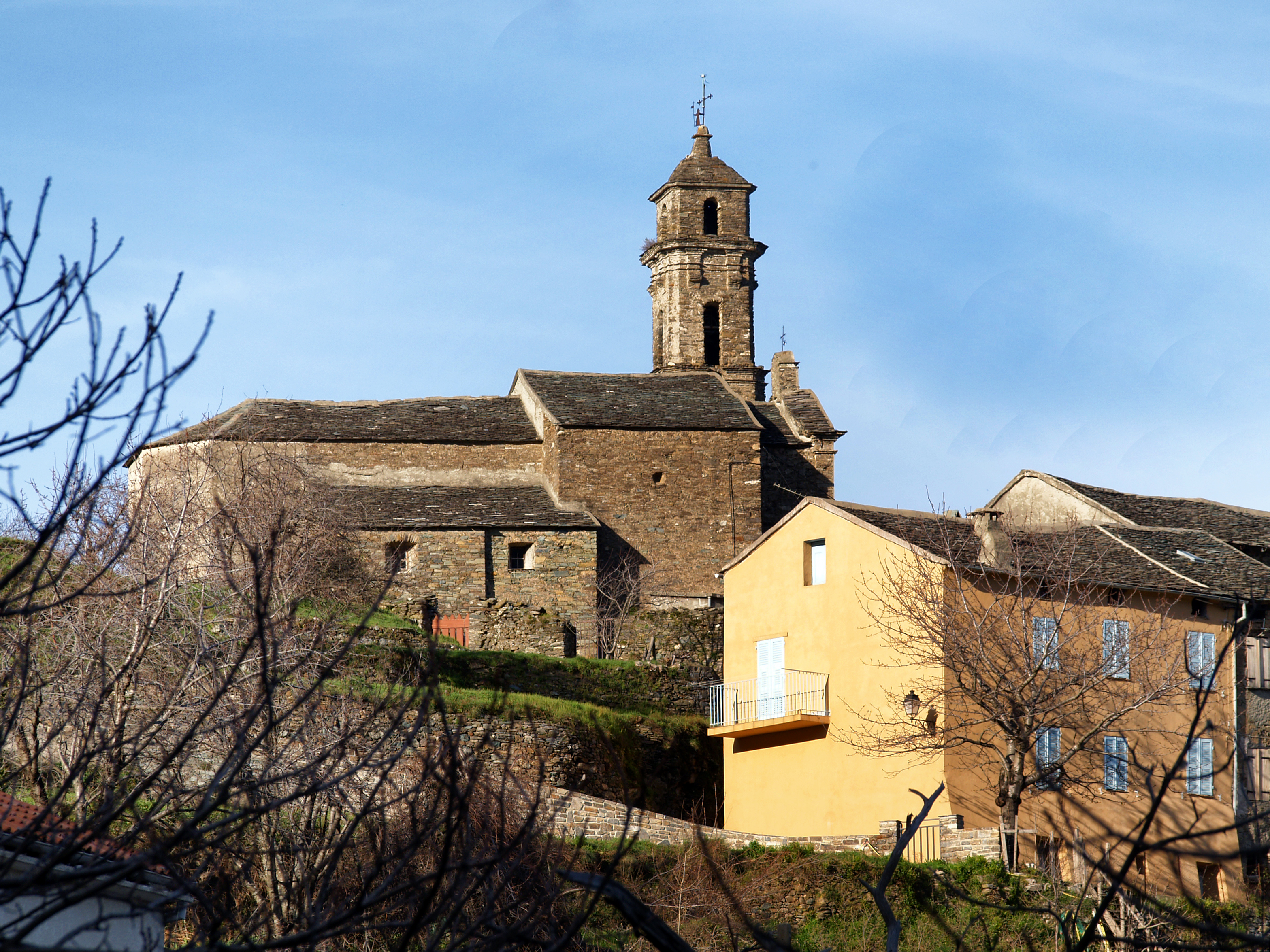
Église Saint-André.

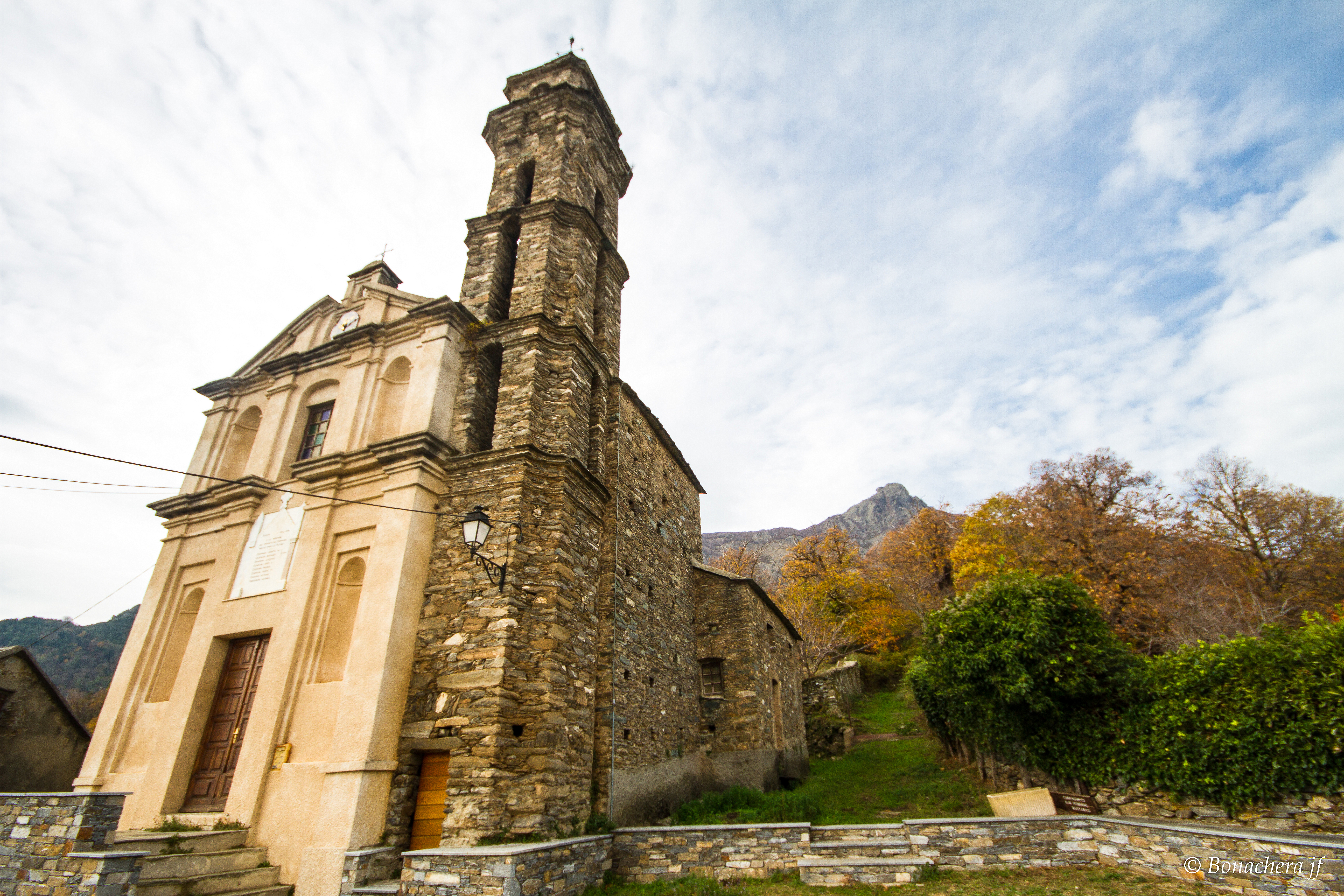
L'église de Campana.

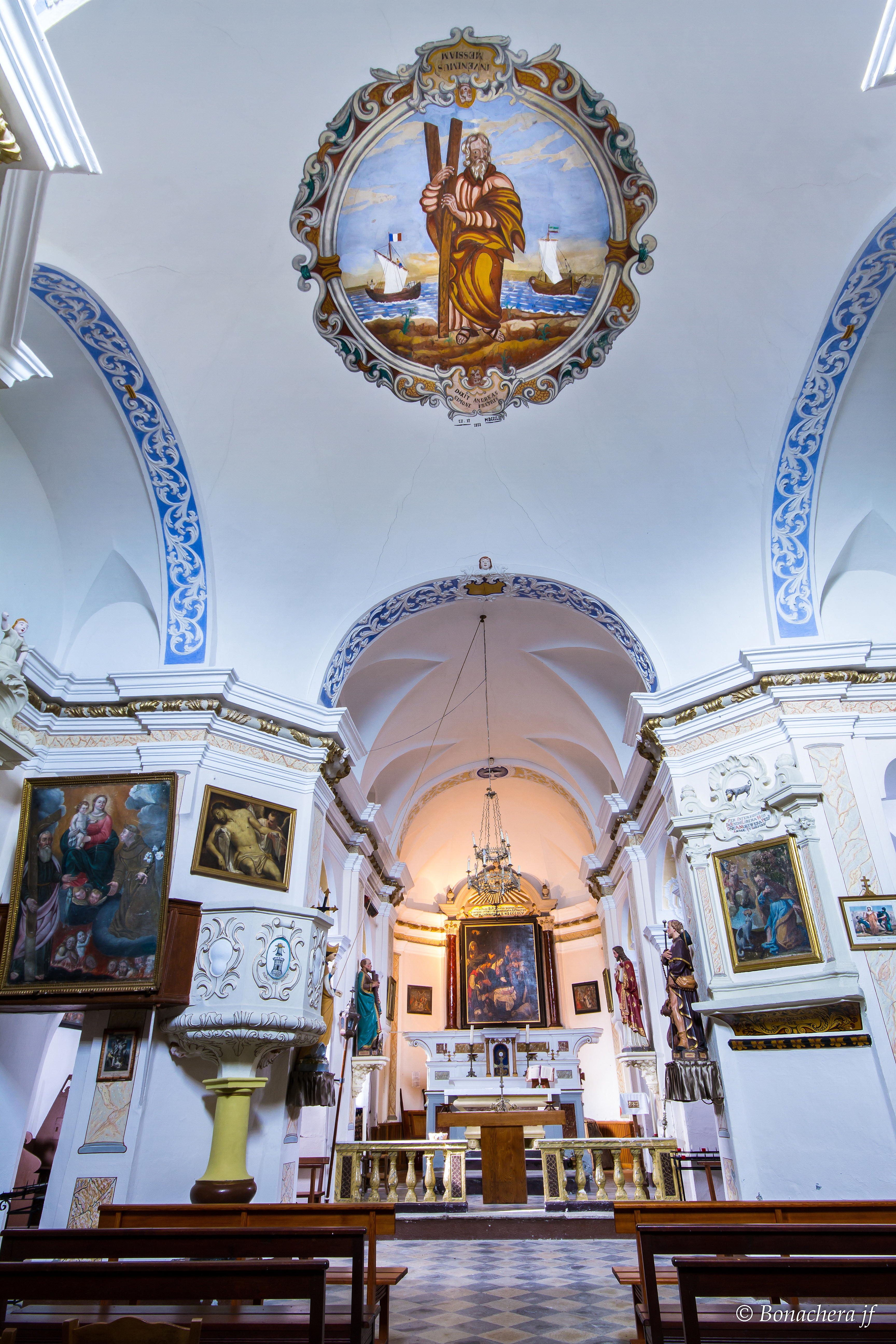
L'église de Campana-004.

L'église Sant' Andrea date de la première moitié du XVIIIe siècle (?) ; elle a été remaniée au milieu du XIXe siècle, son clocher érigé en 1820, comme mentionné.

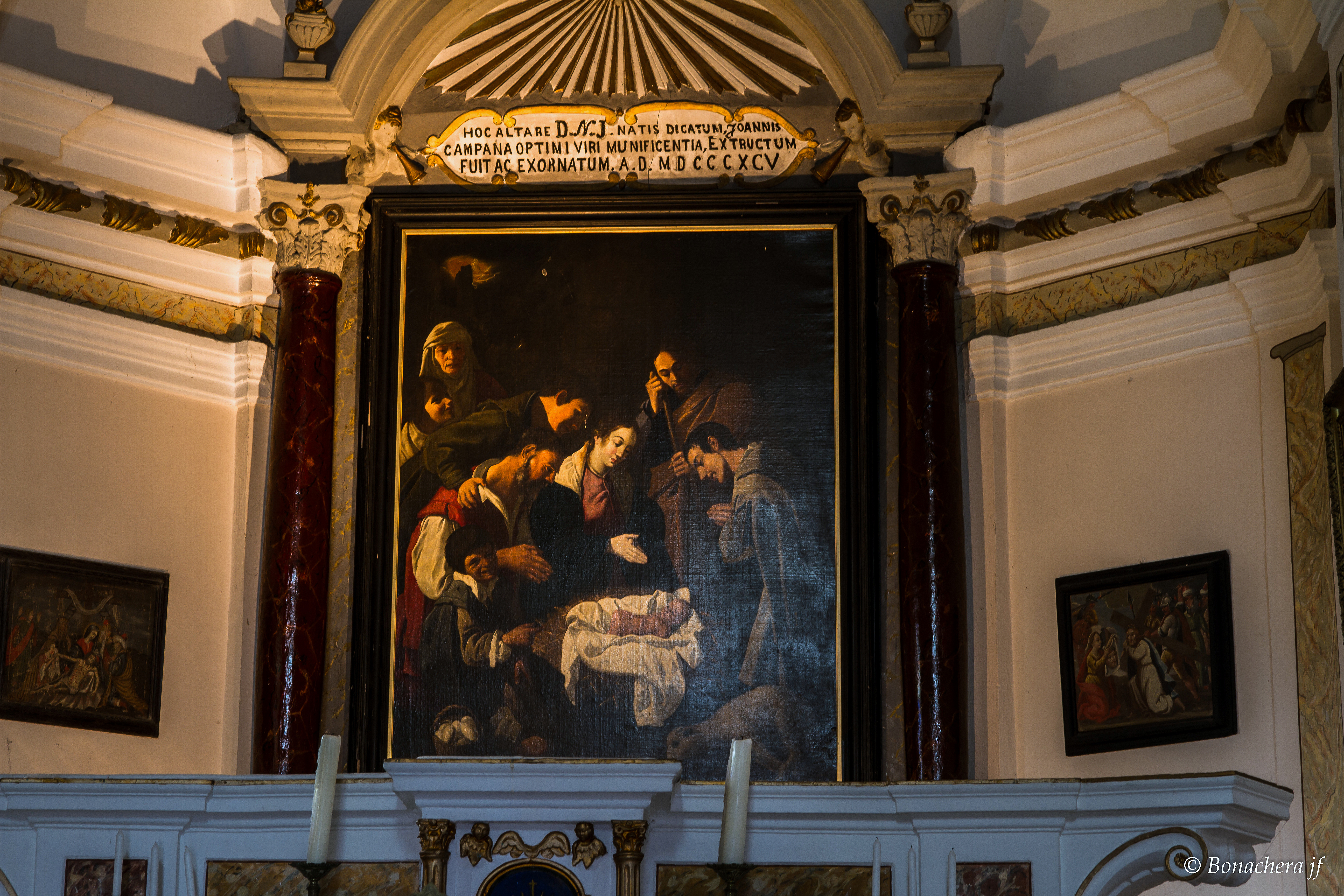
L'église de Campana-002.

L'édifice est répertorié à l'Inventaire général du patrimoine culturel.
Dans l'église, on peut voir 23 œuvres remarquables, répertoriées dans la base Palissy. 
Deux d'entre elles, propriété de la commune, sont classées Monuments historiques : 
- Tableau Le Christ mort soutenu par un ange, ou La Déploration du Christ, peinture sur toile du XVIIe siècle[20], et
- Tableau L'Adoration des bergers, peinture sur toile du XVIIe siècle[21], œuvre qui avait été attribuée à Zurbaran ; mais l'attribution à José de Sarabia est plus vraisemblable.

et les 21 autres à l'Inventaire général du patrimoine culturel.

### Patrimoine naturel

#### Parc naturel régional
Campana est une commune adhérente au parc naturel régional de Corse, dans son « territoire de vie » appelé Castagniccia.

#### ZNIEFF
Campana est concernée par trois zones naturelles d'intérêt écologique, faunistique et floristique de 2e génération :

##### Châtaigneraies de la petite Castagniccia
La ZNIEFF 940004146 qui s’étend de nord en sud, du col de Pirello jusqu’au du rocher de Muteri, sur une zone dite « petite Castagniccia » qui couvre 43 communes. La végétation est dominée par les châtaigneraies le plus souvent présentes sous forme de vergers ou de taillis.

##### Hêtraies du massif du San Petrone
La zone représentée par la forêt de San Pietro d'Accia, a une superficie de base de 1 888 ha et concerne 19 communes de la Castagniccia.
La hêtraie est divisée en deux massifs, l'un au nord qui s'étend du col de Prato (Quercitello jusqu'au sommet du San Petrone, et l'autre, au sud, qui comprend les crêtes et les versants boisés entre le Monte Calleruccio (1 484 mètres) et la Punta di Caldane.

Son intérêt porte sur deux espèces déterminantes présentes : l'Autour des palombes (Accipiter gentilis (Linnaeus, 1758)) et la Doradille rue des murailles, ou Rue des murailles ('(Asplenium ruta-muraria L., 1753).

##### Landes et pelouses sommitales du massif du San Petrone
D'une superficie de base de 1 381 ha, la zone concerne 19 communes de la Castagniccia. 
Elle est composée de trois unités distinctes, distribuées sur les crêtes du massif de San Petrone. 

L'intérêt qu'elle présente porte sur deux espèces déterminantes d'oiseaux : l'Aigle royal (Aquila chrysaetos (Linnaeus, 1758)) et l'Alouette lulu (Lullula arborea (Linnaeus, 1758).

### Personnalités liées à la commune
- Antoine Campana (1894-1978), contrôleur des impôts et maire de Campana ; il fut aussi un poète dialectal, auteur de Ceccu u Mulatteru.